# 루아르강
루아르강(프랑스어: Loire, 오크어: Léger / Leir, 브르타뉴어: Liger)은 프랑스에서 가장 긴 강으로 길이는 1,012 km이다. 유역 면적은 117,000 km2로 프랑스 면적의 5분의 1에 해당한다. 프랑스 평원을 가로질러 비스케이만(灣)으로 흘러든다. 유역지방은 기름진 충적토로서 풍요한 농업지대를 이루고 있다. 루아르강의 중앙 부분인 루아르 계곡은 2000년 12월 2일, 유네스코의 세계유산으로 지정되었다. 또 샹볼 등 아름다운 고성이 점재(點在)하는 관광지이기도 하다.

## 지리

### 지류
- 알리에강
- 셰르강
- 앵드르강
- 루아레강
- 멘강
  - 마옌강
  - 사르트강
  - 루아르강
- 비엔강
- 앙드르강

### 도시
루아르강은 프랑스의 여러 주와 도시를 지나간다.
- 아르데슈주
- 오트루아르주: 르퓌앙벌레
- 루아르주: 푀르, 로안
- 손에루아르주: 디구앙
- 알리에주
- 니에브르주: 느베르
- 셰르주: 상세르
- 루아레주: 지앙, 오를레앙
- 루아르에셰르주: 블루아
- 앵드르에루아르주: 앙부아즈, 투르
- 멘에루아르주: 소뮈르
- 루아르아틀랑티크주: 앙세니, 낭트, 생나제르

## 같이 보기
- 페이드라루아르